# Трновий (Цетинград)
45°05′ пн. ш. 15°42′ сх. д. / 45.08° пн. ш. 15.70° сх. д.
Трновий (хорв. Trnovi) — населений пункт у Хорватії, в Карловацькій жупанії у складі громади Цетинград.

## Населення
Населення за даними перепису 2011 року становило 0 осіб.
Динаміка чисельності населення поселення: